# Félix Loustau

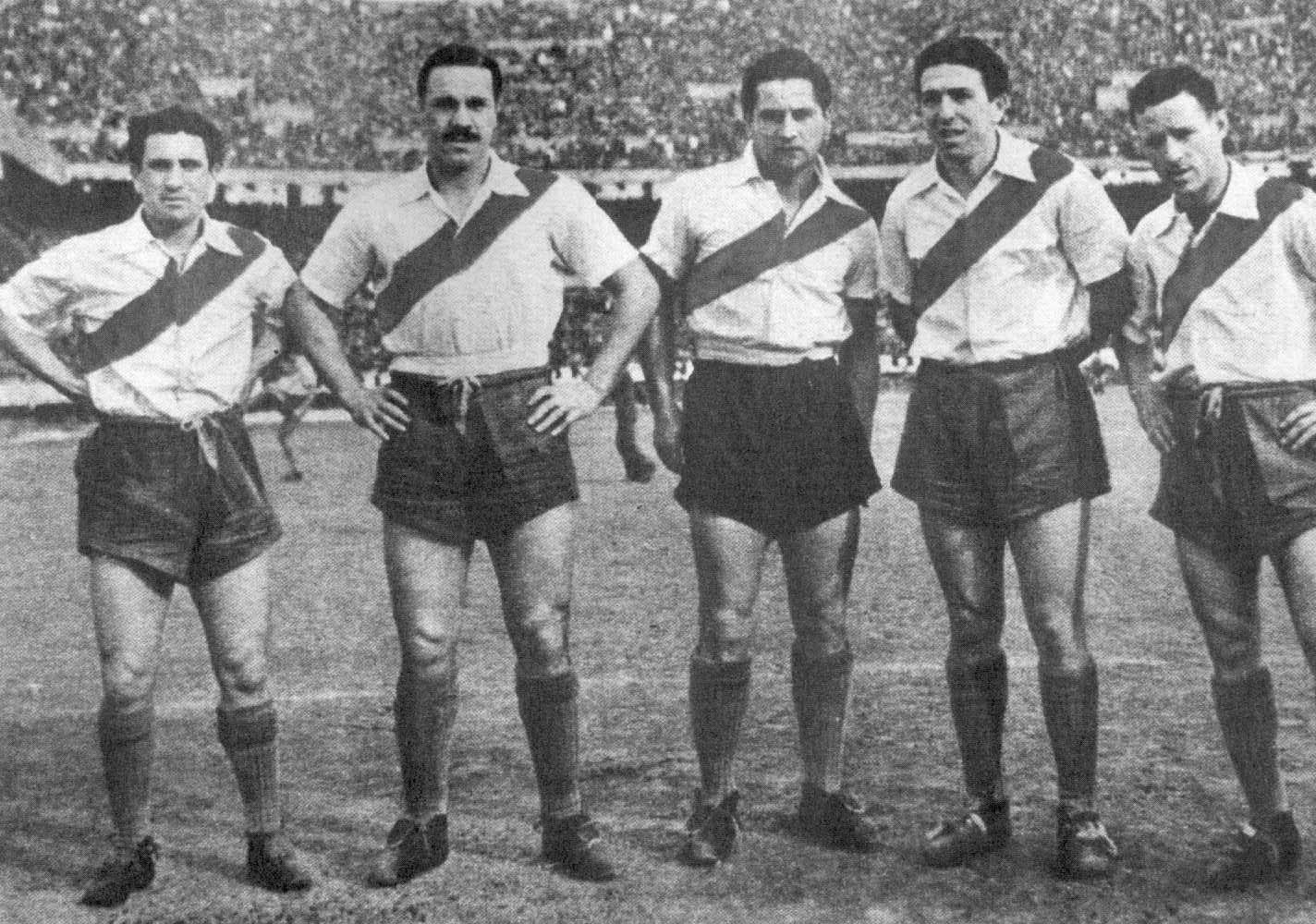
A delantera do River Plate conhecida como La Máquina: Muñoz, Moreno, Pedernera, Labruna e Loustau.

Félix Loustau  (Avellaneda, 25 de dezembro de 1922 - Avellaneda, 5 de janeiro de 2003) foi um futebolista argentino.
Loustau é um dos maiores ídolos do River Plate. Jogou por quinze anos no clube, de 1942 a 1957, faturando no período oito campeonatos argentinos, tanto no ano do debute (1942) quando no que se retirou (1957), além dos de 1945, 1947, 1952, 1953, 1955 e 1956.
Totalizou 365 jogos e 101 gols pelos millonarios, integrando uma das linhas ofensivas mais lembradas do futebol argentino, com Juan Carlos Muñoz, José Manuel Moreno, Adolfo Pedernera e Ángel Labruna, foi um dos pilares de La Máquina, o grande elenco riverplatense da década de 1940, tendo integrado também La Maquinita, como ficou conhecido o igualmente vencedor time dos anos 1950. Aposentou-se em 1958, após um ano no Estudiantes de La Plata.
Ganhou ainda os três Sul-Americanos que disputou pela Seleção Argentina na década de 1940, integrando a celebrada geração da Albiceleste que, muito por conta da Segunda Guerra Mundial, acabou não tendo a oportunidade de disputar uma Copa do Mundo.